# Edwin G. Krebs
Edwin Gerhard Krebs, ameriški biokemik in akademik, nobelovec, * 6. junij 1918, Lansing, Iowa, Združene države Amerike, † 21. december 2009, Seattle.
Podobno kot slavni Hans Adolf Krebs (1900–1981, nista bila v sorodu), ki je deloval na drugi strani Atlantika nekaj desetletij prej in po katerem se imenuje cikel citronske kisline, je raziskoval na področju biokemije. S sodelavcem Edmondom H. Fischerjem je odkril, kako reverzibilna fosforilacija deluje kot stikalo za aktiviranje encimov ter s tem regulira biokemijske procese v celici. Za to odkritje sta leta 1992 prejela Nobelovo nagrado za fiziologijo ali medicino. Večino svoje kariere je deloval na Univerzi Washingtona v Seattlu.

## Življenjepis
Rodil se je v družini prezbiterijanskega duhovnika in učiteljice na podeželju Iowe. Družina se je zaradi očetovih zadolžitev pogosto selila, nato pa so se ustalili v kraju Greenville (Illinois), kjer se je Edwin šolal. Ko je bil star 16 let, je njegov oče nenadoma umrl, zaradi česar je družina zašla v finančne težave. Preselili so se v mesto Urbana, kjer sta njegova starejša brata že obiskovala tamkajšnjo univerzo in kamor se je po končani srednji šoli vpisal tudi on. To je bil čas velike gospodarske krize, zato se je odločil za kariero znanstvenika, ki je takrat nudila določeno mero varnosti. Najbolj ga je zanimala kemija in že med študijem je sodeloval pri laboratorijskem delu, za nadaljevanje pa se je odločal med dvema področjema: organsko kemijo in medicino. Po diplomi je naposled vpisal študij medicine na Washingtonovi univerzi v St. Louisu, za katerega mu je uspelo dobiti štipendijo. Njegov kratkoročni cilj je bil čim prej končati študij da bi lahko sodeloval v vojni, se je pa tam navdušil nad medicinskim raziskovanjem, kar je vplivalo na njegovo nadaljnjo kariero. Po pridobitvi naziva doktor medicine leta 1943 je opravil osemnajstmesečno pripravništvo v bolnišnici v St. Louisu, nato pa vstopil v vojno mornarico, kjer je služil do leta 1946. Pred tem se je poročil s študentko zdravstvene nege Virginia Frech, ki jo je bil spoznal med pripravništvom.
Delo zdravnika mu je bilo všeč in je želel nadaljevati kot raziskovalec na področju interne medicine, a bi moral čakati dve leti na prosto mesto na fakulteti, zato je namesto tega sprejel položaj podoktorskega raziskovalca pri Carlu in Gerty Cori, pri katerih se je dokončno usmeril v biokemijo in se pričel ukvarjati z reakcijami fosfatov v celicah. Dve leti kasneje je postal docent na Univerzi Washingtona. Ko se je leta 1953 oddelku pridružil Edmond Fischer, ki je pred tem preučeval dinamiko encima fosforilaze v drugih organizmih, sta se skupaj lotila vprašanje regulacije delovanja tega encima. Hipoteze o vlogi AMP jima ni uspelo potrditi, odkrila in dokazala pa sta povsem nov mehanizem: dodajanje in odvzemanje fosfatne skupine, ki aktivira oz. inaktivira fosforilazo, z encimoma fosforilaza kinaza ter fosfataza. Pred njunim odkritjem je veljalo prepričanje, da so beljakovine s fosfatnimi skupinami pomembne samo v prehrani (na primer kazein v mleku). Krebs in Fischer pa sta šla še dlje: gradila sta na odkritju skupine Earla Sutherlanda in pokazala, da gre za celo kaskado aktivacije encimov, ki s fosforiliranjem regulirajo drug drugega, pri tem pa sodeluje ciklični AMP kot sekundarni obveščevalec.
Kasneje se je njuna skupina pričela s fosforilacijo ukvarjati bolj sistematično in ugotovili so, da je pravzaprav vseprisotna v organizmih, udeležena v regulaciji praktično vseh celičnih procesov. Spoznali so tudi, da so imeli z izbiro modelnega sistema – fosforilazo glikogena v zajčjih mišicah – neverjetno srečo, saj gre za preprost enostopenjski proces. Če bi se denimo lotili glikogen sintaze, ki jo fosforilira osem različnih kinaz v natančnem zaporedju, ne bi mogli s takrat dostopnimi metodami nikoli razvozlati mehanizma.
Leta 1968 je Krebs v želji razširiti svojo akademsko aktivnost sprejel položaj ustanovnega predstojnika oddelka za biološko kemijo na novi medicinski fakulteti Univerze Kalifornije v Davisu. Tam je vzpostavil raziskovalno skupino in sodeloval pri oblikovanju študijskega programa, aktivneje pa je začel delovati tudi kot svetovalec ter član uredniških odborov raznih strokovnih revij, kot je Journal of Biological Chemistry. Njegova raziskovalna skupina se je takrat ukvarjala s specifičnostjo tarčnih mest za aktivnost beljakovinskih kinaz in njihovo regulacijo s cAMP.
V Seattle se je vrnil leta 1977 kot predstojnik oddelka za farmakologijo in raziskovalec Medicinskega inštituta Howarda Hughesa, ki je sodeloval z univerzo. Tu je deloval nadaljnjih 30 let in se posvečal raziskavam širšega področja celičnega signaliziranja ter regulacije celičnih procesov.
V prostem času se je ukvarjal z zbiranjem starin, z ženo Virginio (»Deedy«) sta imela tri otroke. Umrl je v 92. letu starosti v domu za ostarele v Seattlu zaradi progresivne odpovedi srca.

## Priznanja
V znanstvenih krogih se je njegovo delo le počasi uveljavljalo, zato so pomembnejša priznanja sledila več deset let po prvih odkritjih. Sčasoma se je namreč izkazalo, da so motnje v procesu fosforilacije odgovorne za številne patološke procese v organizmu, od onkogeneze, motenj imunskega odziva in presnovnih motenj do virusnih ter bakterijskih okužb, kar je vzbudilo zanimanje farmacevtov in širše strokovne javnosti.
V začetku 1970. let je bil Krebs sprejet za člana Ameriške akademije umetnosti in znanosti ter Nacionalne akademije znanosti ZDA. Konec osemdesetih so njegovo delo prepoznali tudi na najvišji ravni in prejel je nekaj najuglednejših nagrad s področja biologije: nagrado Alberta Laskerja za temeljne medicinske raziskave (1989), nagrado Louise Gross Horwitz (1989) in leta 1992 še Nobelovo nagrado za fiziologijo ali medicino, skupaj s Fischerjem.
Poleg tema mu je osem univerz podelilo častne doktorate.